# 狼棕色
狼棕色，也被称为水獭色（nutria），是一种常用于军事迷彩的颜色。     狼棕色属于暗黄色系光谱。 

## 其他
- 顏色列表
- 马尔帕
- 多机位